# Kyle Walker
Kyle Andrew Walker (* 28. Mai 1990 in Sheffield) ist ein englischer Fußballspieler, der aktuell beim FC Burnley unter Vertrag steht und für die englische Nationalmannschaft spielt.

## Karriere

### Sheffield United
Kyle Walker, der einen jamaikanischen Vater und eine englische Mutter hat, schloss sich schon 1997, mit sieben Jahren, der Jugendakademie von Sheffield United an und bekam im Jahr 2008 einen Stammplatz bei der Reservemannschaft.
Im November 2008 wurde er für einen Monat an Northampton Town verliehen, um etwas Spielerfahrung zu sammeln. Am 15. November absolvierte er gegen Oldham Athletic sein erstes Ligaspiel. Nachdem die Leihfrist von nur einem Monat beendet war, einigten sich beide Vereine auf eine Verlängerung bis zum Januar 2009, sodass er bis zum Ende der Leihfrist auf neun Ligaspiele kam, bevor er zu Sheffield United zurückkehrte.
Nach seiner Rückkehr absolvierte er am 13. Januar 2009 in der dritten Runde des FA Cups sein erstes Spiel gegen Leyton Orient. Nachdem den „Blades“ durch Verletzungspech etliche Spieler nicht zur Verfügung gestanden hatten, bekam Walker die Chance, in seinem allerersten Ligaspiel sofort in der Startaufstellung zu stehen, dies geschah am 25. April gegen Swansea City. Nach zwei außergewöhnlich guten Leistungen in der Liga, behielt er auch am Ende der Saison über die Playoffspiele seinen Stammplatz inne, in denen man gegen Preston North End und schließlich gegen den FC Burnley spielte. Durch seinen Einsatz ist er momentan der jüngste Spieler von Sheffield United, der jemals im Wembley-Stadion spielte.

### Tottenham Hotspur
Im Juli 2009 verließ er zusammen mit seinem Mannschaftskameraden Kyle Naughton seinen Heimatverein und wechselte mit ihm zu Tottenham Hotspur. Er wechselte ablösefrei, es wurde aber von beiden Seiten vereinbart, dass Walker an seinen alten Klub verliehen wird. Dort knüpfte er an die Playoff-Leistungen an und absolvierte bis zum Ende der Leihe 26 Spiele auf der rechten Abwehrseite. Kurz vor Ende der Wintertransferperiode wurde Walker von Tottenham zurückgerufen, da man gerade am selben Tag den Verteidiger Alan Hutton an den AFC Sunderland verliehen hatte. Allerdings kam er durch diese Rückrufaktion am 28. März 2010 beim 2:0-Sieg über den FC Portsmouth zu seiner ersten Premier-League-Partie überhaupt. Am 13. September 2010 unterschrieb er einen einmonatigen Leihvertrag bei den Queens Park Rangers, die aufgrund ihrer Verletzungsprobleme einen Abwehrspieler suchten. Walker wurde aufgrund seiner guten Leistungen schnell Liebling der Fans und daher wurde die Leihfrist bis zum 3. Januar 2011 verlängert.
Am 6. Januar 2011 wurde Kyle Walker bis zum Ende der Saison 2010/11 an Aston Villa verliehen.
Im April 2012 wurde Walker durch die Profi-Vertretung PFA (Professional Footballers Association) zum Jungprofi des Jahres in England gewählt. Am 3. Mai 2012 gab Tottenham Hotspur dann bekannt, dass er seinen Vertrag bis zum 30. Juni 2017 verlängert habe.

### Manchester City
Im Juni 2017 wechselte Walker zu Manchester City. Die Ablösesumme betrug 56,7 Millionen Euro, womit er zum teuersten Defensivspieler aller Zeiten wurde. Am vierten Spieltag der Gruppenphase der Champions League Saison 2019/20 wurde Walker im Spiel gegen Atalanta Bergamo für zehn Minuten plus Nachspielzeit als Torwart eingesetzt. Dabei blieb er ohne Gegentor. Zuvor musste der Stammtorhüter Ederson verletzungsbedingt durch Claudio Bravo ersetzt werden, der wiederum die Rote Karte erhielt. Im September 2023 verlängerte Walker seinen Vertrag bei Manchester City vorzeitig bis Sommer 2026.
Mitte Januar 2025 wechselte Walker leihweise mit Kaufoption bis zum Ende der Saison 2024/25 nach Italien zur AC Mailand. Für die Italiener absolvierte er insgesamt 16 Pflichtspiele, wobei er bei elf davon in der Startelf gestanden hatte. Die Leihe endete im Sommer 2025 ohne das die Mailänder die Kaufoption nutzten.

### FC Burnley
Im Sommer 2025 wechselte er zum FC Burnley und unterschrieb dort einen Vertrag bis 2028.

### In der Nationalmannschaft
Bevor Walker auch nur ein Ligaspiel absolvierte, wurde er im Februar 2009 für die englische U-19-Nationalmannschaft nominiert, wo er am 10. Februar bei der 0:3-Niederlage gegen die U-19-Auswahl Spaniens sein Debüt gab. Insgesamt bestritt er sieben Länderspiele für die U-19. Etwas mehr als ein Jahr später, am 3. März 2010 absolvierte er sein U-21-Länderspiel-Debüt, doch auch dieses Spiel wurde verloren, mit 1:2 gegen Griechenland.
Am 15. November 2011 debütierte Walker in einem Freundschaftsspiel gegen Schweden (1:0) für die A-Nationalmannschaft Englands.
Bei der Fußball-Europameisterschaft 2016 in Frankreich wurde er in das Aufgebot Englands aufgenommen. In drei der vier Turnierspiele stand er in der Startelf, nur im dritten Gruppenspiel gegen die Slowakei setzte er einmal aus. Im Achtelfinale schied das Team gegen Island aus.
Im Jahr 2021 wurde er in den englischen Kader für die Europameisterschaft 2021 berufen, der das Finale gegen Italien im Elfmeterschießen im heimischen Wembley-Stadion verlor. Anschließend wurde der Rechtsverteidiger in das Team des Turniers gewählt.
Im Jahr 2022 wurde Walker in den englischen Kader für die Fußball-WM in Katar berufen.

## Titel und Auszeichnungen
International
- Champions-League-Sieger: 2023
- Klub-Weltmeister: 2023
- UEFA-Super-Cup-Sieger: 2023

England
- Meister (6): 2018, 2019, 2021, 2022, 2023, 2024
- Pokalsieger (2): 2019, 2023
- Ligapokalsieger (4): 2018, 2019, 2020, 2021
- Supercupsieger (3): 2018, 2019, 2024

Auszeichnungen
- PFA Nachwuchsspieler des Jahres: 2012
- PFA Team of the Year (3): 2012, 2017, 2018 (alle Premier League)
- Wahl in das Team des Turniers der Europameisterschaft 2021 und der Europameisterschaft 2024